# Řád lidové armády
Řád lidové armády (srbochorvatsky: Orden narodne armije, slovinsky: Red ljudske armade, makedonsky: Орден на народна армија) bylo vyznamenání Socialistické federativní republiky Jugoslávie založené roku 1951. Udílen byl vojenským velitelům za zvláštní úspěchy a zásluhy ve službě v lidové armádě Jugoslávie.

## Historie a pravidla udílení
Řád byl založen 29. prosince 1951 prezidiem Lidového shromáždění Federativní lidové republiky Jugoslávie. Udílen byl za osobní úspěchy ve vedení vojenských jednotek, jejich výcviku a zajišťování obrany země.
Na vzhled řádových insignií byla vyhlášena veřejná státní soutěž, jejímž vítězem se stal Andrej Andrejevič Belgrad. První udělení ocenění se konalo 13. května 1952. Celkem bylo do konce roku 1985 uděleno 536 vyznamenání I. třídy, 9 137 vyznamenání II. třídy a 45 384 III. třídy.
Vyznamenání zůstalo zachováno i po vzniku Svazové republiky Jugoslávie (a později i Srbska a Černé Hory), řád byl pouze dne 4. prosince 1998 přejmenován na Řád jugoslávské armády.

## Třídy
Řád byl udílen ve třech třídách:
- řád I. třídy s vavřínovým věncem
- řád II. třídy se zlatou hvězdou
- řád III. třídy se stříbrnou hvězdou

## Insignie
Řádový odznak má tvar pěticípé hvězdy s nepravidelně tvarovanými cípy. Na hvězdě je uprostřed položen meč směřující čepelí vzhůru. Uprostřed hvězdy je kulatý medailon s vyobrazením tří mužů: vojáka s puškou s nasazeným bajonetem, muže s lopatou a muže s kladivem. Vnější okraj medailonu je lemován bíle smaltovaným kruhem se zlatým lemováním a se zlatým nápisem JUGOSLOVENSKA NARODNA ARMIJA • ODBRANA OTADŽBINE.